# Passavant (Doubs)
Passavant település Franciaországban, Doubs megyében. Lakosainak száma 182 fő (2022. január 1.). Passavant Guillon-les-Bains, Adam-lès-Passavant, Courtetain-et-Salans, Montivernage, Orsans, Saint-Juan és Vaudrivillers községekkel határos.

## Népesség
A település népességének változása:
| Lakosok száma | 213  | 171  | 198  | 185  | 233  | 229  | 217  | 191  | 188  | 182  |
|               | 1968 | 1982 | 1990 | 2006 | 2013 | 2015 | 2017 | 2019 | 2020 | 2022 |